# Namangan Women's Tournament
Il Namangan Women's Tournament è un torneo professionistico di tennis giocato su campi in cemento. Fa parte dell'ITF Women's Circuit. Si gioca annualmente a Namangan in Uzbekistan.

## Albo d'oro

### Singolare
| Anno | Campionessa              | Finalista          | Punteggio           |
| ---- | ------------------------ | ------------------ | ------------------- |
| 2011 | Jasmina Tinjic           | Ekaterina Byčkova  | 7–6(2), 2-6, 7–6(5) |
| 2012 | Ol'ga Alekseevna Pučkova | Donna Vekić        | 3–6, 6–3, 6–2       |
| 2013 | Nadežda Kičenok          | Oksana Kalašnikova | 6–2, 6–3            |
| 2014 | Naomi Broady             | Nigina Abduraimova | 6–3, 6–4            |

### Doppio
| Anno | Campionesse                              | Finaliste                           | Punteggio           |
| ---- | ---------------------------------------- | ----------------------------------- | ------------------- |
| 2011 | Nigina Abduraimova Albina Khabibulina    | Ekaterina Byčkova Marina Šamajko    | 4-6, 7–6(4), [10-8] |
| 2012 | Oksana Kalašnikova Marta Sirotkina       | Naomi Broady Paula Kania            | 6–2, 7–5            |
| 2013 | Albina Khabibulina Anastasіja Vasyl'jeva | Valentina Ivachnenko Ksenia Palkina | 6–3, 6–3            |
| 2014 | Evgenija Paškova Hanna Poznichirenko     | Jana Bučina Andrea Gámiz            | 6–4, 6–1            |